# 1542

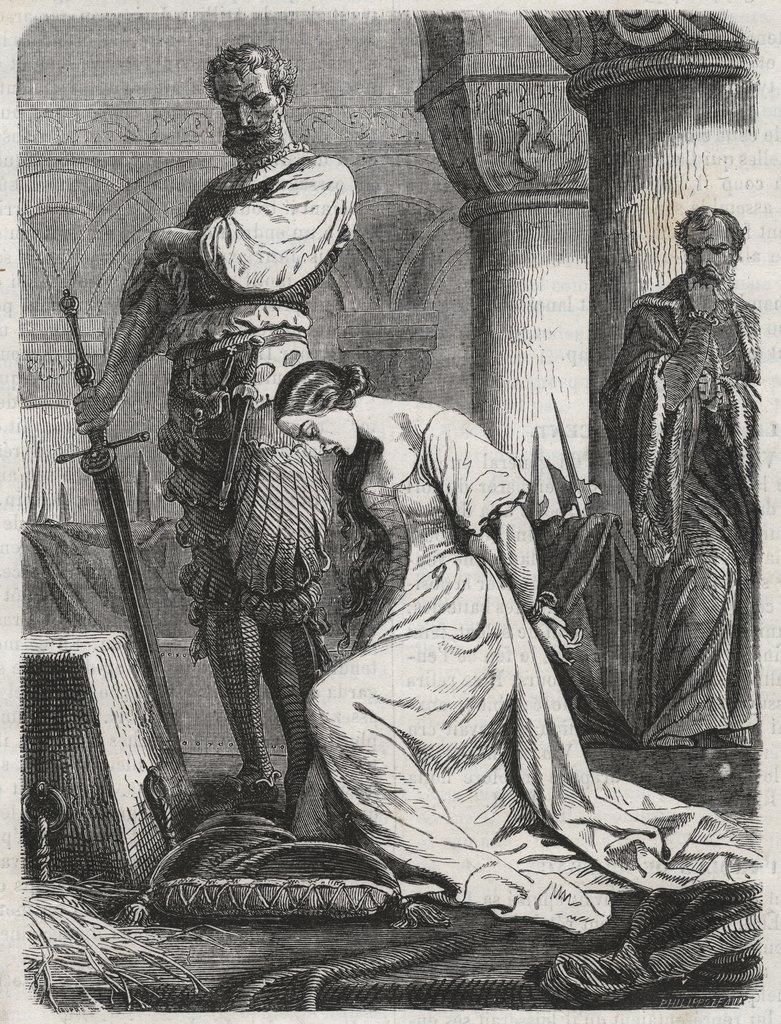
Executie van Catherine Howard

Het jaar 1542 is het 42e jaar in de 16e eeuw volgens de christelijke jaartelling.

## Gebeurtenissen
februari
- 13 - Executie door onthoofding van voormalige koningin Catharina Howard en haar medeplichtige Jane Parker.
- 14 - Definitieve stichting van Guadalajara door Cristóbal de Oñate.

juni
- 18 - Hendrik VIII laat zich tot koning van Ierland uitroepen. Vorming van het Koninkrijk Ierland, in persoonlijke unie met Engeland.
- 25 - Na de dood van Hernando de Soto gaat de leiding van zijn expeditie over op Luis de Moscoso. Deze tracht eerst zuidwestwaarts Nieuw Spanje te bereiken, keert dan terug naar de Mississippi en zakt deze af naar de zee.
- 27 - Juan Rodríguez Cabrillo vertrekt op een ontdekkingstocht noordwaarts langs de westkust van Mexico. Hij ontdekt op deze reis de Baai van San Diego en Monterey Bay en bereikt Point Conception.

juli
- 12 - Frans I van Frankrijk verklaart keizer Karel V de oorlog. Begin van een nieuwe Italiaanse Oorlog.
- 21 - Paus Paulus III sticht de Congregatie voor de Romeinse en Algemene Inquisitie van de Romeinse Curie, waarmee de inquisitie wordt gecentraliseerd.
- juli - Gonzalo Pizarro keert terug naar Quito van zijn expeditie naar het binnenland, met slechts een klein deel van zijn expeditieleden.

augustus
- augustus - Francisco de Orellana bereikt de monding van de Amazone na deze vanuit Peru afgevaren te hebben.

november
- 24 - Slag bij Solway Moss: Overwinning van de Engelsen op de Schotten. Het aantal doden is aan beide zijden gering, maar vele Schotten worden gevangengenomen.

zonder datum
- De Nieuwe Wetten in Spanje: De indianen zijn volwaardige onderdanen van de Spaanse kroon, en dienen als zodanig behandeld te worden.
- Oprichting van het Onderkoninkrijk Nieuw-Castilië (Peru).
- Jean-François Roberval vestigt zich in fort Charlesbourg Royal (nabij het huidige Quebec) in een poging een kolonie in Canada te stichten.
- Slag bij Sezawa: Takeda Shingen verslaat een geallieerde overmacht uit Shinano en vergroot zijn macht in de provincie.
- Portugese handelaren bereiken Japan.
- Francisco de Montejo sticht Mérida.
- Visegrád wordt door de Osmanen volledig verwoest.
- Gelderse troepen onder Maarten van Rossum vallen Brabant binnen als onderdeel van de Gelderse Oorlogen en plunderen vele dorpen.
- Stichting van Fort Tabarka, een Genuees fort in Tunesië.
- Francisco Vásquez de Coronado beëindigt zijn expeditie op zoek naar Quivira en keert terug naar Nieuw-Spanje.
- Ruy López de Villalobos vertrekt uit Nieuw-Spanje voor een expeditie naar de Filipijnen.
- Rumst wordt verwoest door Willem V van Kleef. Hij verdenkt de Rumstenaars ervan de pontons van de Nete vernield te hebben.
- Stichting van Mariembourg.

## Beeldende kunst

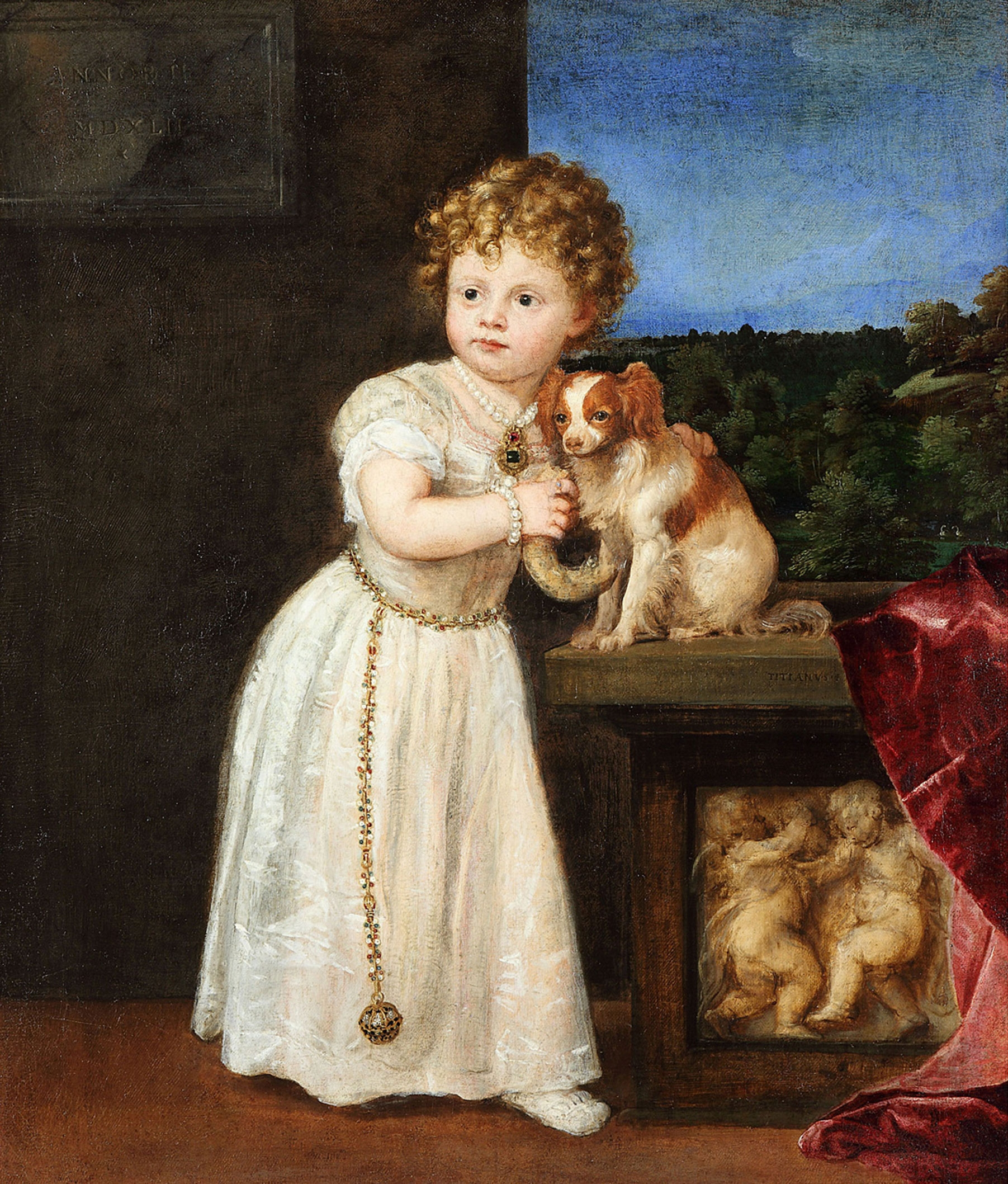
Titiaan: Portret van Clarissa Strozzi
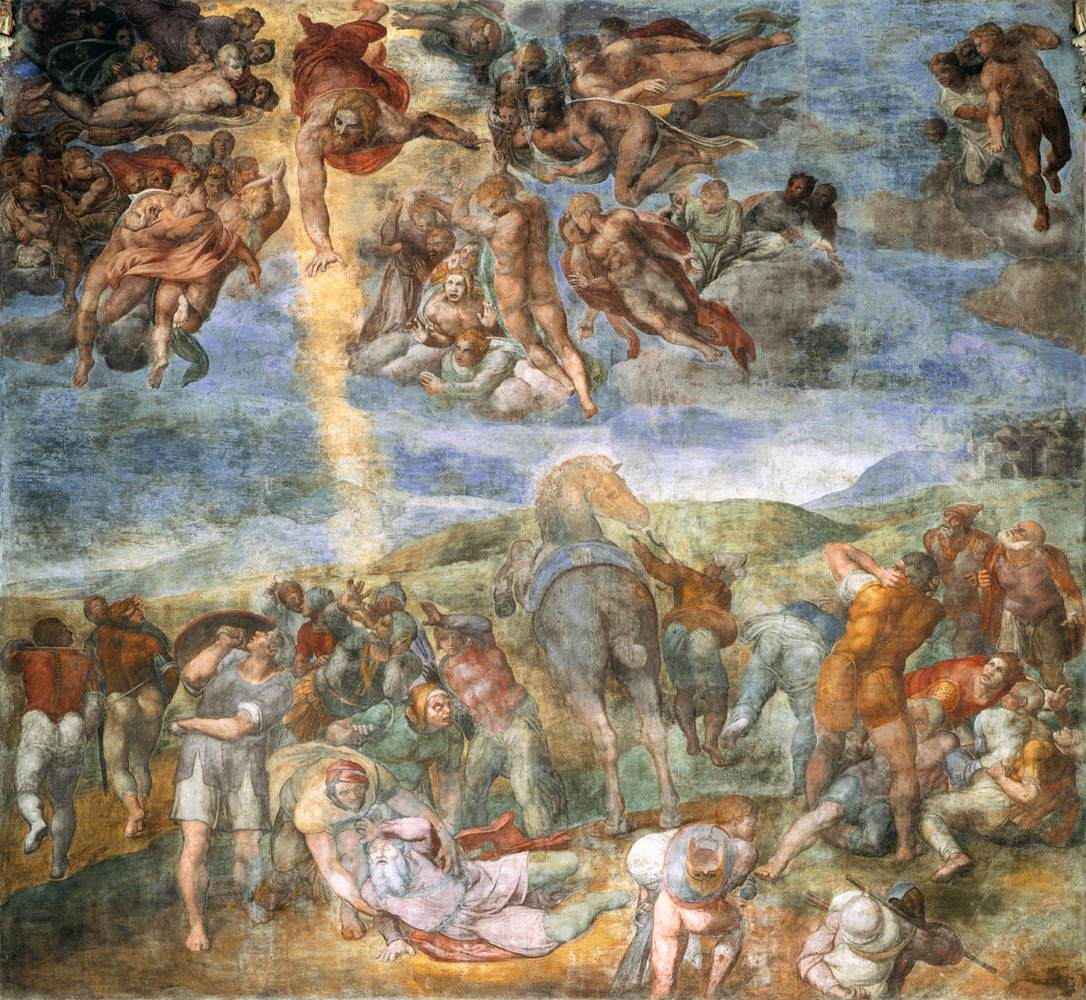
Michelangelo: De bekering van Paulus
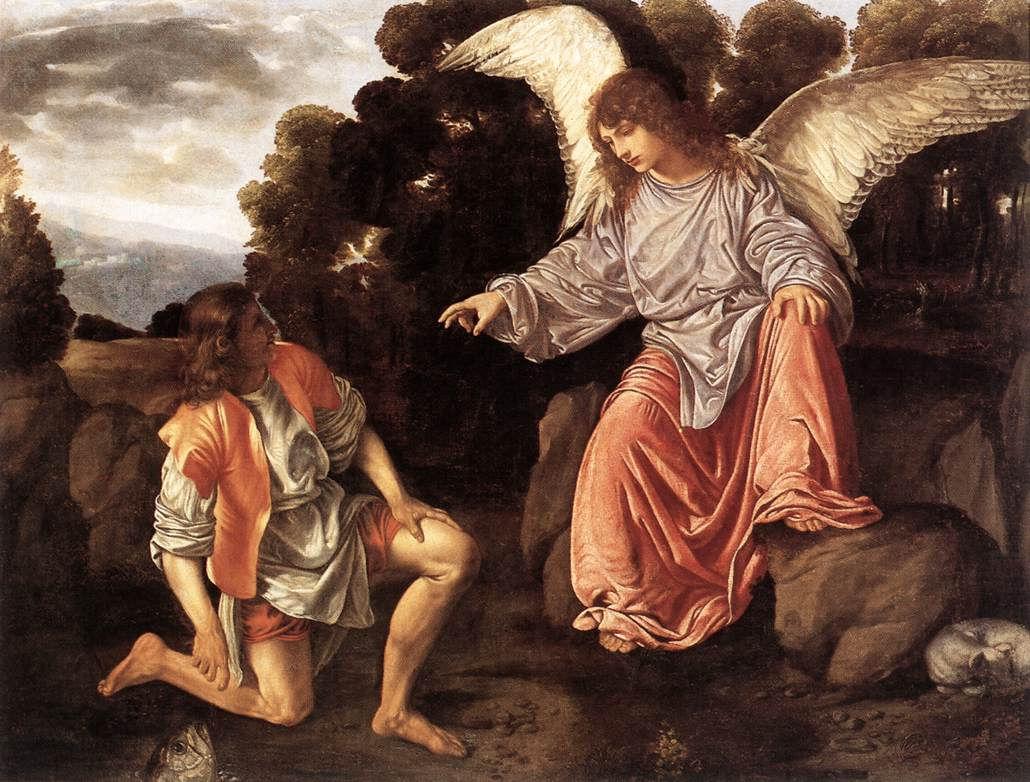
Giovanni Girolamo Savoldo: Tobias en de engel
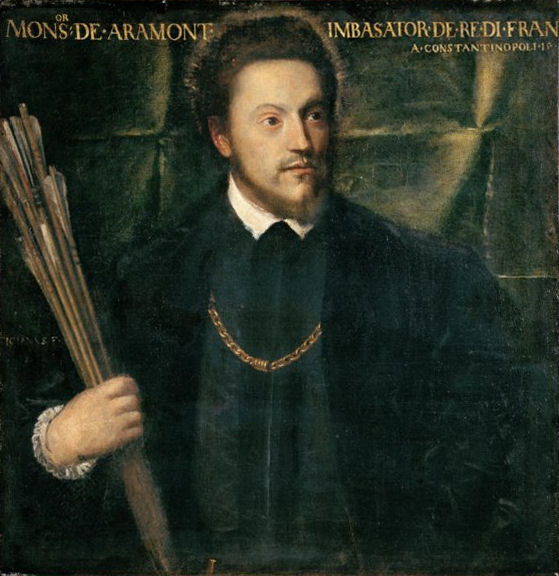
Titiaan: Portret van ambassadeur Gabriel de Luetz d'Aramont

## Opvolging
- Generalitat de Catalunya - Jeroni de Requesens i Roís de Liori opgevolgd door Miquel Puig
- metropoliet van Moskou - Josafus opgevolgd door Macarius
- Schotland - Jacobus V opgevolgd door zijn dochter Maria I onder regentschap van James Hamilton

## Afbeeldingen

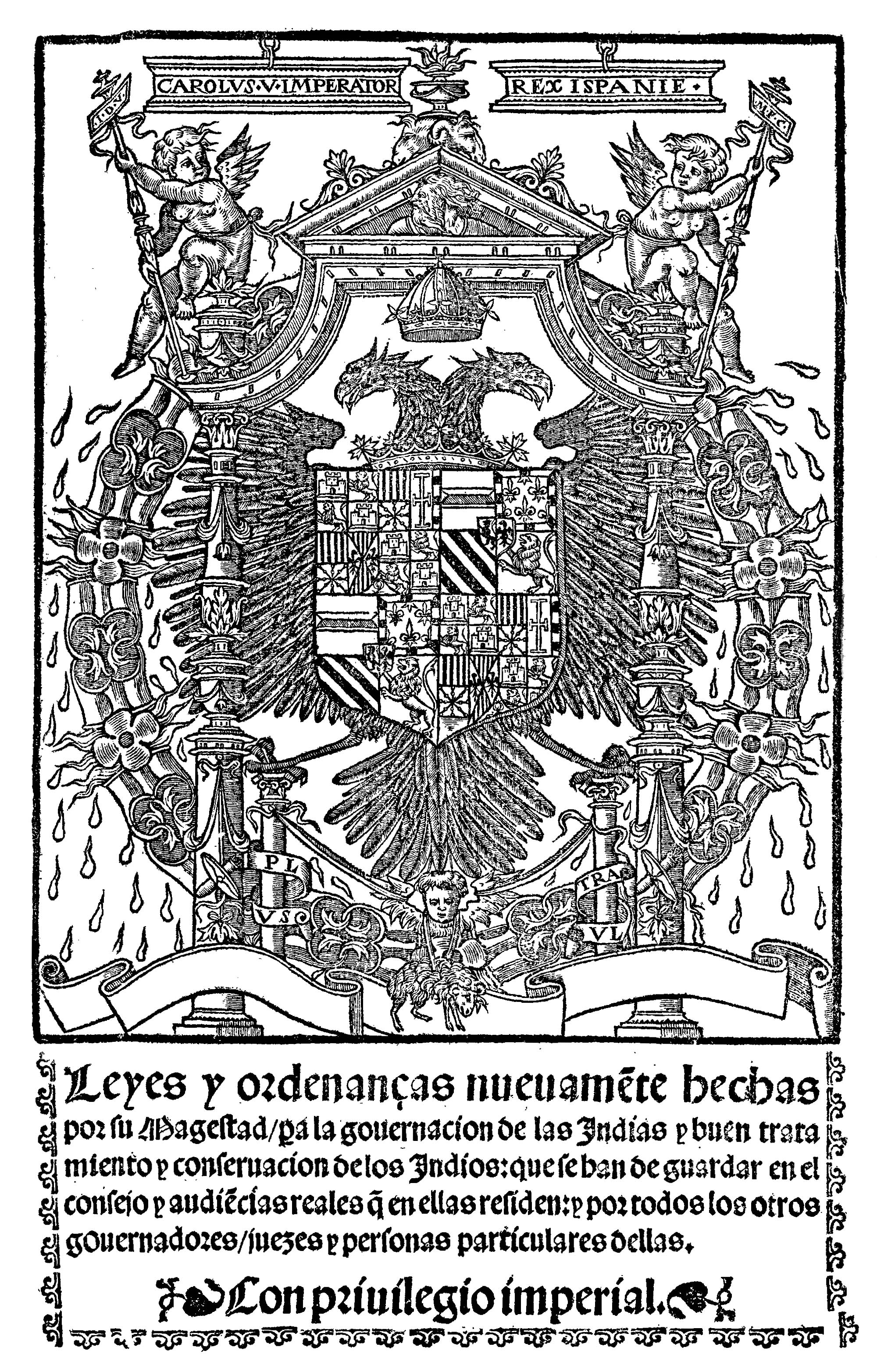
De Nieuwe Wetten
Maarten van Rossum verlaat Antwerpen na een aanval op de stad
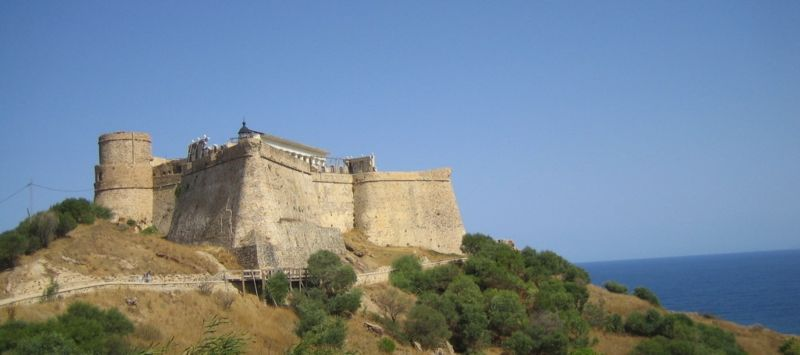
Fort Tabarka
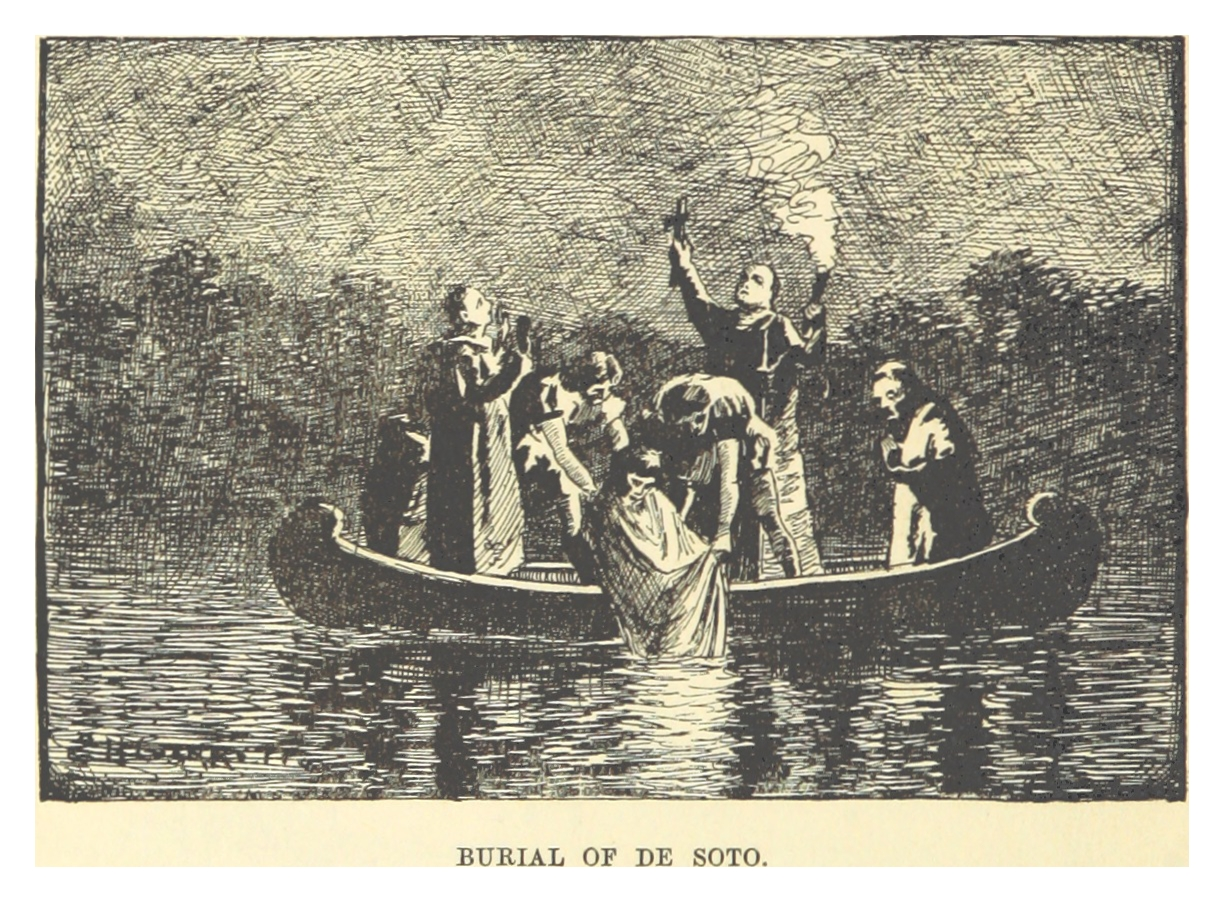
Hernando de Soto begraven in de Mississippi
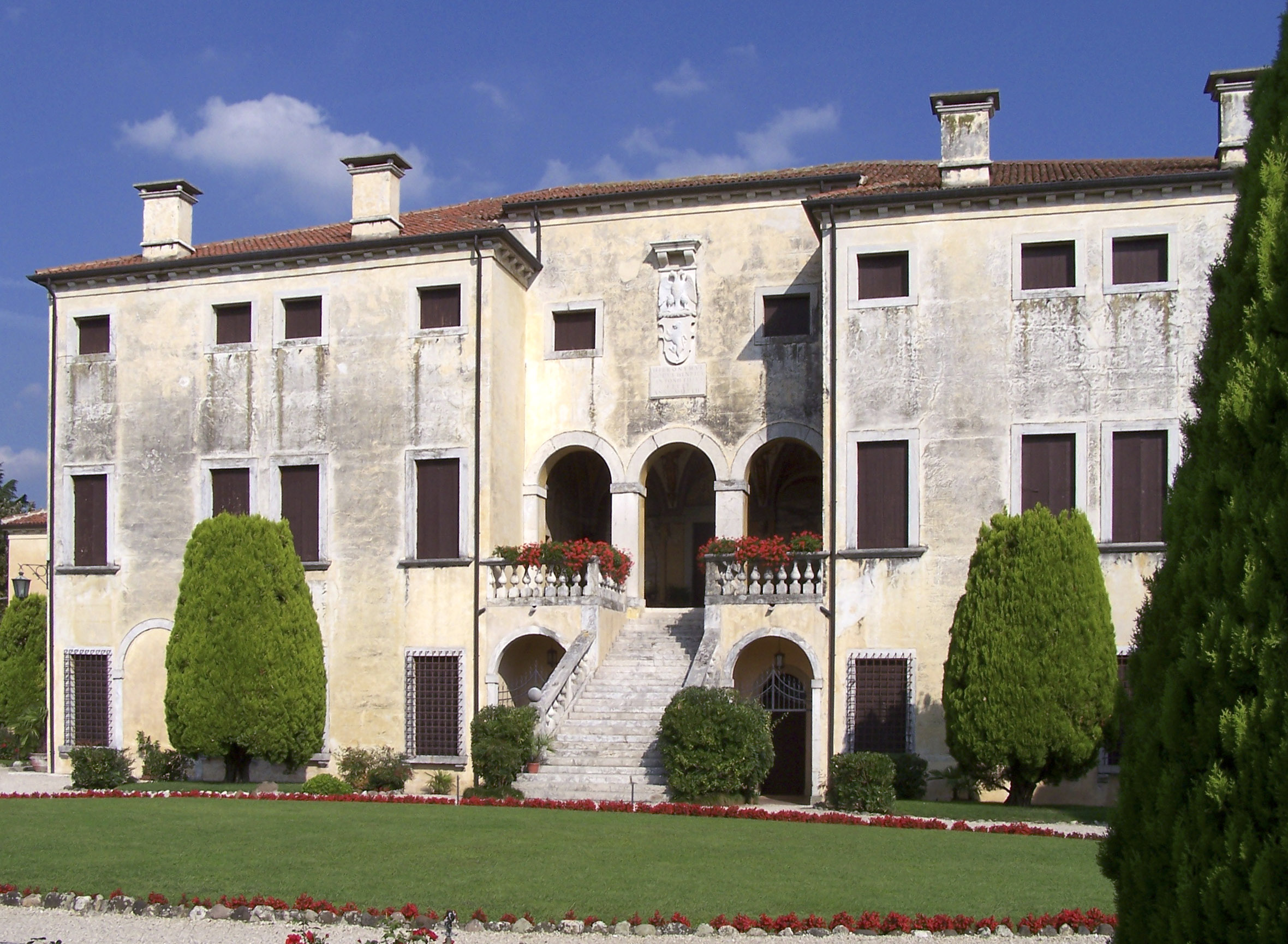
Villa Godi, Lugo di Vicenza (voltooid 1542)
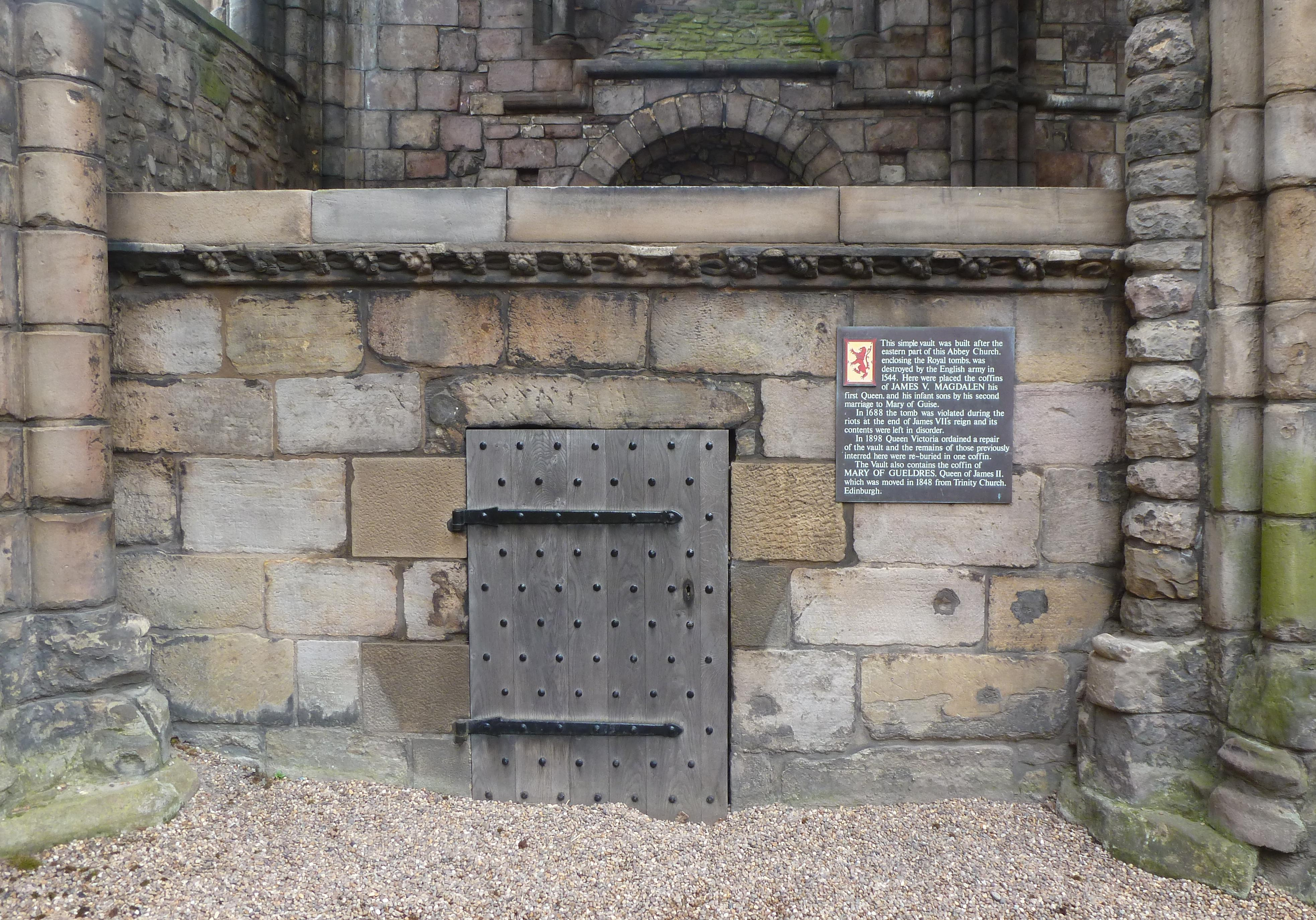
graf van Jacobus V
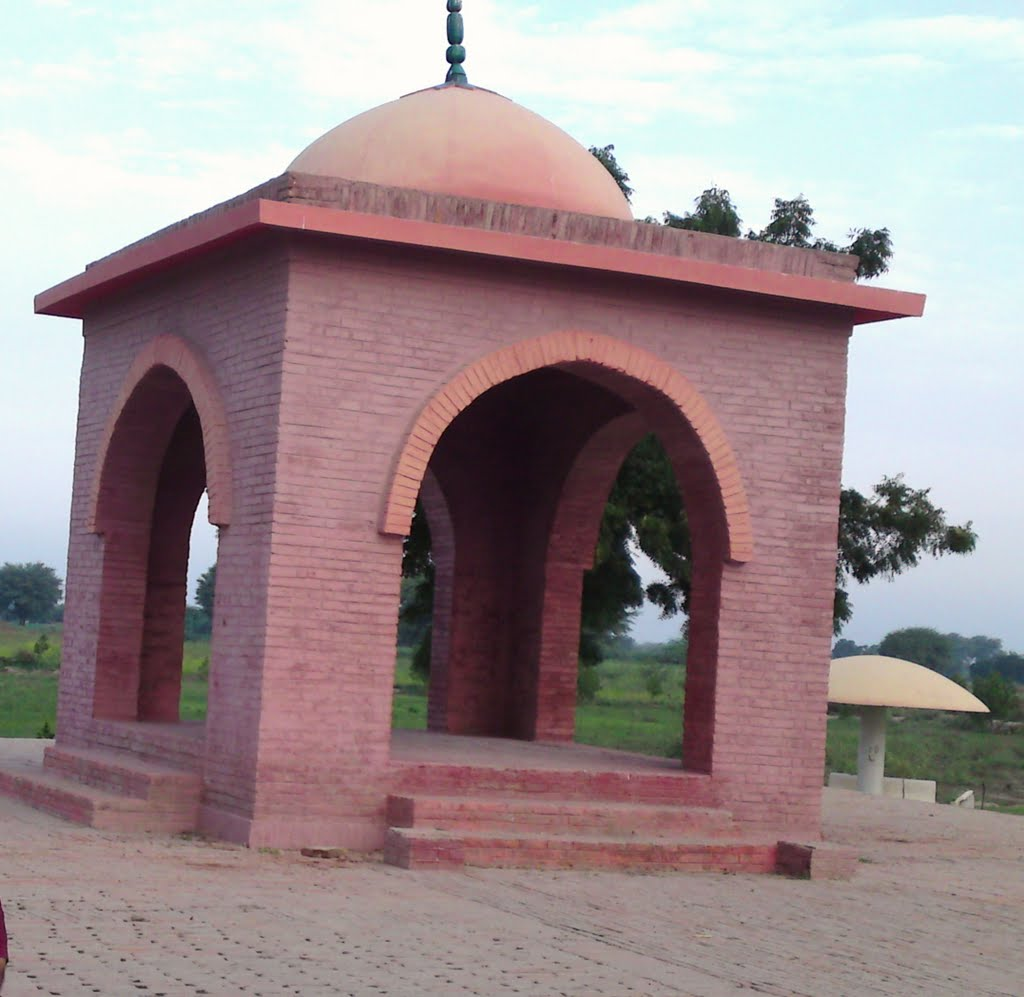
monument bij de geboorteplaats van Akbar
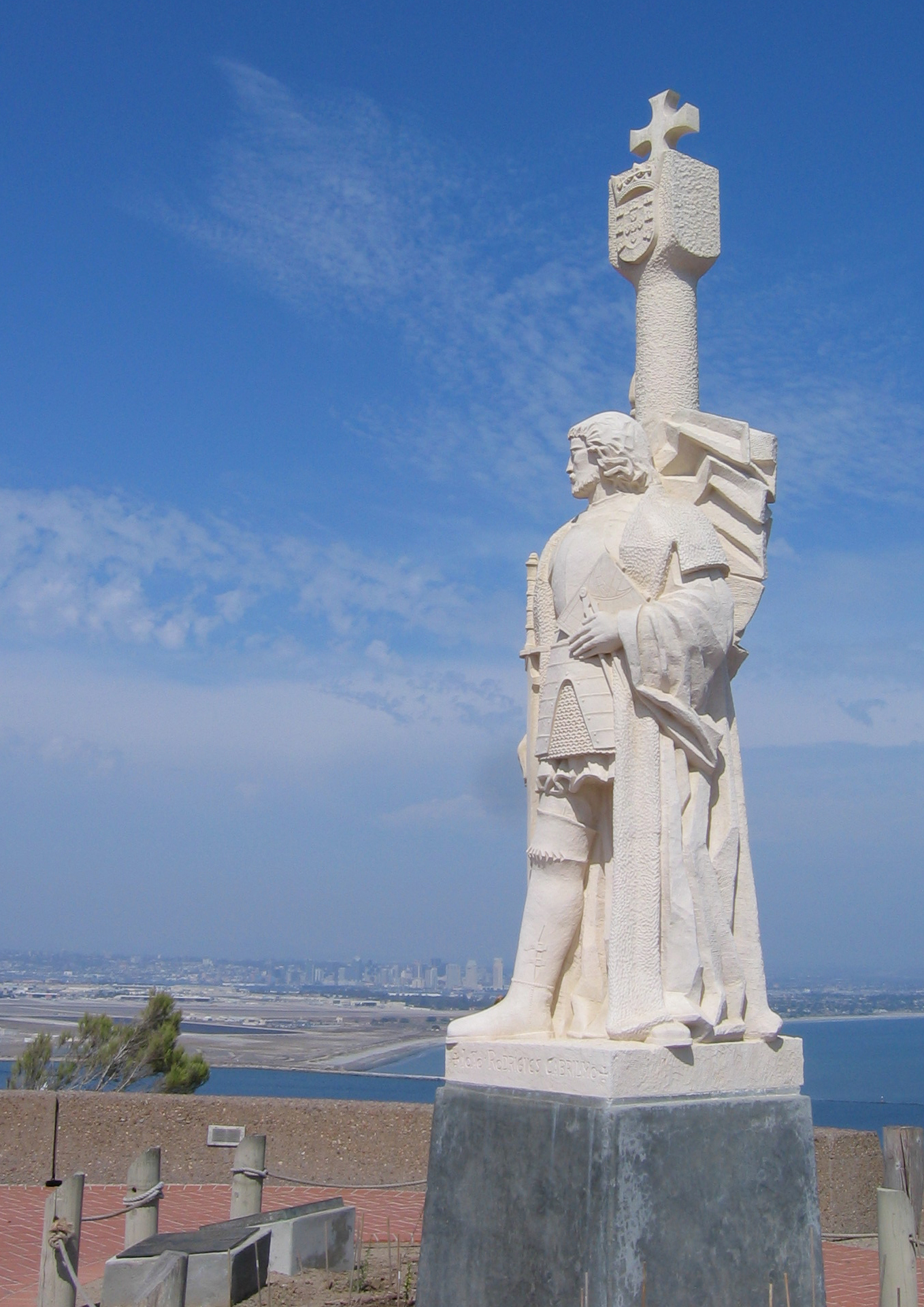
monument voor de ontdekking van San Diego Bay door Juan Rodríguez Cabrillo

## Geboren
- 14 januari - Gerhard Voeth, Nederlands jurist
- 19 maart - Jan Zamoyski, Pools edelman en legerleider
- 14 april - Filips III van Nassau-Saarbrücken, Duits edelman
- april - Johan van den Kornput, Nederlands militair
- 5 mei - Thomas Cecil, Engels legerleider
- 6 juni - Richard Grenville, Engels zeevaarder en militair
- 24 juni - Johannes van het Kruis, Spaans mysticus
- 27 augustus - Johan Frederik van Pommeren, hertog van Pommeren-Stettin
- 4 oktober - Robertus Bellarminus, Italiaans theoloog
- 5 oktober - Lodewijk van Berlaymont, Zuid-Nederlands geestelijke
- 15 oktober - Akbar, grootmogol (1556-1605)
- 31 oktober - Henriëtte van Nevers, Frans edelvrouw
- 9 november - Anders Sørensen Vedel, Deens historicus
- 11 november - Scipione Gonzaga, Italiaans kardinaal
- 7 of 8 december - Maria Stuart, koningin van Schotland (1542-1567)
- 14 december - Jan van Hout, Nederlands bestuurder
- Cornelis Busennius, Nederlands arts
- Chökyi Gocha, Tibetaans geestelijk leider
- Willem Cornelisz. van Duyvenbode, Nederlands musicus
- Gerrit Jans Graswinckel, Nederlands bestuurder
- Maximiliaan van Hénin-Liétard, Zuid-Nederlands staatsman
- Joris Hoefnagel, Zuid-Nederlands tekenaar en kunstschilder
- Pierre Jeannin, Frans staatsman
- Hoshina Masanao, Japans daimyo
- Matthias Hovius, aartsbisschop van Mechelen
- Luis Mendez de Vasconcellos, grootmeester van de Orde van Malta
- Elisabeth van Nassau, Duits edelvrouw
- Johannes Rommel, Zuid-Nederlands jurist
- Jacopo Zucchi, Italiaans kunstschilder
- Diogo de Couto, Portugees geschiedschrijver (jaartal bij benadering)
- Cornelis Dirkszoon, Nederlands geuzenleider (jaartal bij benadering)
- Frans Francken, Zuid-Nederlands kunstschilder (jaartal bij benadering)
- Harkha Bai, echtgenote van Akbar (jaartal bij benadering)
- Hattori Hanzō, Japans samoerai (jaartal bij benadering)
- Willem II van der Marck, Zuid-Nederlands geuzenleider (jaartal bij benadering)
- Pibo Ovittius van Abbema, Nederlands predikant (jaartal bij benadering)
- Jan van Vyve, Zuid-Nederlands calvinistenleider (jaartal bij benadering)

## Overleden
- 10 januari - Gerardus Geldenhouwer (~59), Noord-Nederlands historicus
- 1 februari - Girolamo Aleandro (61), Italiaans kardinaal
- 3 februari - Maximiliaan van Horne (~66), Zuid-Nederlands edelman
- 13 februari - Catharina Howard (~18), echtgenote van Hendrik VIII (executie)
- 13 februari - Jane Parker (37), Engels edelvrouw (executie)
- 3 maart - Arthur Plantagenet, Engels edelman
- 22 april - Henry Clifford (~48), Engels edelman
- 25 juni - Hernando de Soto, Spaans conquistador
- 2 juli - Nikaido Haruyuki, Japans daimyo
- 15 juli - Lisa Gherardini (63), Italiaans schildersmodel
- 23 augustus - Jan II van Beieren-Schagen (~57), Noord-Nederlands edelman
- 24 augustus - Gasparo Contarini (58), Italiaans kardinaal
- augustus - Peter Henlein (~62), Duits klokkenbouwer
- 21 september - Juan Boscán (~52), Spaans dichter en vertaler
- 11 oktober - Thomas Wyatt (~39), Engels diplomaat en dichter
- 15 oktober - William FitzWilliam (~52), Engels hoveling
- 27 november - Robert Radcliffe (~59), Engels hoveling
- 6 december - Johan Lodewijk van Nassau-Saarbrücken (18), Duits geestelijke
- 14 december - Jacobus V (30), koning van Schotland (1513-1542)
- Nicolaes Cleynaerts (~48), Zuid-Nederlands theoloog
- Dosso Dossi (~63), Italiaans kunstschilder
- Nikolaus Federmann (~36), Duits conquistador
- Sebastian Franck (~43), Duits theoloog
- Cordula van Holstein-Schauenburg (~26), Duits edelvrouw
- Philotheus van Pskov, Russisch geestelijke
- Bartolomeo Ramenghi (~58), Italiaans kunstschilder
- Suwa Yorishige (~26), Japans samoerai
- Domien de Waghemakere (~82), Zuid-Nederlands architect
- Pedro Reinel, Portugees cartograaf (jaartal bij benadering)